# Saint-Étienne-du-Rouvray
Saint-Étienne-du-Rouvray è un comune francese di 28 811 abitanti situato nel dipartimento della Senna Marittima nella regione della Normandia.

## Storia
La località è salita agli onori della cronaca per un tragico attentato terroristico. Il 26 luglio 2016, durante la celebrazione della S.Messa, nella Chiesa parrocchiale di Saint-Étienne-du-Rouvray due terroristi - poi identificati come Adel Kermiche e Abdel Malik Nabil Petitjean - hanno preso in ostaggio cinque fedeli assassinando - sgozzandolo -, il sacerdote ultraottantenne Jacques Hamel, prima di essere uccisi dalle forze speciali di Rouen. L'attacco è stato rivendicato dallo Stato Islamico

## Società

### Evoluzione demografica
Abitanti censiti